# Padrón
Padrón là concello (tiếng Galician cho đô thị) phía tây bắc Tây Ban Nha ở tỉnh A Coruña trong cộng đồng tự trị của Galicia trong vùng Comarca do Sar. Diện tích là 48.4 km², dân số là 9.070 in 2004 theo INE.